# Susanne Bollinger
Susanne Bollinger (* 25. Mai 1974 in Schaffhausen; heimatberechtigt in Beringen SH und Einsiedeln) ist eine Schweizer Richterin. Seit 2024 ist sie Richterin am Bundesgericht.

## Leben und Wirken
Bollinger studierte Rechtswissenschaften an der Universität Freiburg, wo sie 1999 ihren Abschluss machte. Von 1999 bis 2000 absolvierte sie ihr Gerichtspraktikum am Kantonsgericht Schaffhausen. Nach dem Erwerb des Anwaltspatents für den Kanton Schaffhausen 2001 war sie ab 2002 als Gerichtsschreiberin in der II. sozialrechtlichen Abteilung am Bundesgericht tätig. 2004 wurde sie von der Universität Luzern mit der von Jörg Schmid betreuten Schrift Die vertragliche Haftung des Arztes für Schäden bei der Geburt zur Dr. iur. promoviert. Seit 2006 hatte sie neben ihrer Tätigkeit als Gerichtsschreiberin zusätzlich einen Lehrauftrag für Privatrecht an der Universität Luzern inne. Von der Schweizerischen Richterakademie erhielt sie 2010 das Zertifikat „Judikative“ und 2015 das Zertifikat „Haftpflicht- und Versicherungsrecht“. 2017 wechselte sie als Vizepräsidentin an das Obergericht des Kantons Schaffhausen. Am 25. September 2024 wurde sie für die Schweizerische Volkspartei zur ordentlichen Bundesrichterin gewählt.
Neben ihrer justiziellen Tätigkeit ist sie unter anderem Mitherausgeberin von Kommentaren zum Alters- und Hinterlassenenversicherungsgesetz, Krankenversicherungsgesetz und Unfallversicherungsgesetz.